# Совет по географическим названиям Новой Зеландии
Совет по географическим названиям Новой Зеландии (англ. New Zealand Geographic Board, NZGB, маори: Ngā Pou Taunaha o Aotearoa) — правительственное агентство Новой Зеландии, образованное в соответствии с Законом о Совете по географическим названиям Новой Зеландии 2008 года (англ. New Zealand Geographic Board Act), которое сменило Совет по географическим названиям Новой Зеландии, действовавший на основании закона 1946 года. Формально является независимым учреждением, которое подконтрольно министру информации о земельных угодьях.
В компетенцию Совета входит контроль за географическими названиями на территории Новой Зеландии и её территориальных вод, включая наименования городских поселений, местностей, гор, озёр, рек, водопадов, гаваней и других природных объектов, а также изучение топонимов на языке маори. Совет также присвоил названия многим географическим объектам в море Росса. Совет не имеет права изменять названия улиц (это входит в компетенцию муниципальных органов), а также названия стран. Компетенция Совета распространяется только на официальные географические названия, поэтому названия городов, портов, водоёмов и т. д., не упомянутые в законодательстве или не подтвержденные договорами, не являются официальными.
Секретариат Совета является подразделением министерства информации о земельных угодьях Новой Зеландии и предоставляет Совету административную поддержку и консультации.

## Персональный состав
В соответствии с Законом о Совете по географическим названиям Новой Зеландии 2008 года Совет возглавляет главный геодезист Новой Зеландии (назначается министерством), кроме него, в Совет входят Национальный гидрограф новой Зеландии (назначается министерством) и восемь членов, рекомендованных Министерством информации о земельных угодьях. Двух членов Совета рекомендует министр по делам маори, также членов Совета выдвигают общественные организации Нгаи Таху, Royal Society Te Apārangi, Federated Mountain Clubs of New Zealand и Ассоциация муниципальных органов Новой Зеландии.
По состоянию на март 2018 года членами Совета являются:
- Марк Дайер (главный геодезист Новой Зеландии, председатель)
- Дэвид Барнс (от Federated Mountain Clubs of New Zealand)
- Дженни Вернон (назначена Министерством информации о земельных угодьях)
- Рикиранги Гейдж (назначен министром по делам маори)
- Профессор Майкл Роше (от Royal Society Te Apārangi)
- Матануку Махуика (назначен министром по делам маори)
- Адам Гринланд (национальный гидрограф Новой Зеландии)
- Доцент Мерата Каухару (назначен Министерством информации о земельных угодьях)
- Адриен Старплез (назначен Ассоциацией муниципальных органов Новой Зеландии)
- Полетт Тамати-Эллифф (от Ngāi Tahu).

## Известные действия

### Переименования 2016 года
В 2015 году в Совет обратился представитель общественности из региона Кентербери (Южный остров) с жалобой на «неполиткорректные» названия трёх географических объектов в своём регионе: Ниггер-Хилл, Ниггерхед и Ниггер-стрим. Опрос общественного мнения дал результат: 223 — «за», 61 — «против» переименования этих объектов. После консультаций с представителями племени Нгаи Таху, которые проживают в этом районе, были предложены альтернативные варианты названий: «Канука Хиллз», «Таухай Хилл», происходящие от названий деревьев Канука и Таухай. В качестве замены названия реки «Ниггер-стрим» первоначально предлагался вариант «Steelhead Stream», но в конечном итоге предпочтение было отдано маорийскому названию для травянистого растения Carex secta — Пукио. Предлагаемые изменения названий были поддержаны министром информации о земельных угодьях Луизой Апстон, которая отметила в этой связи: «Эти названия отражают время, когда отношение к этому слову было не таким, как сейчас. Сегодня это слово явно оскорбительно для большинства людей, поэтому я с удовольствием принимаю решение о переименовании». Об изменении названий было официально объявлено 15 декабря 2016 года после публикации в New Zealand Gazette.